# エリック・バジリアン
エリック・バジリアン（英語: Eric Bazilian、1953年7月21日 - ）は、アメリカ合衆国の歌手、ソングライター、マルチプレイヤー、 編曲家、音楽プロデューサー、ザ・フーターズのメンバー。
ジョーン・オズボーンに提供した「ワン・オブ・アス」("One of Us")はビルボードのトップ10になるヒット曲となり、プリンスやアメリカの人気ドラマシリーズである「glee/グリー」他にカバーされている。

## 生い立ち
1953年7月21日、アメリカ合衆国のペンシルベニア州・フィラデルフィアに生まれる。

## ディスコグラフィー

### アルバム
- 『The Optimist』（2000年）
- 『A Very Dull Boy』（2002年）
- 『What Shall Become of the Baby?』（2012年）
- 『Bazilian』（2021年）